# Quintela de Leirado
Quintela de Leirado là một đô thị trong tỉnh Ourense, thuộc vùng Galicia ở tây bắc Tây Ban Nha. Diện tích đô thị này là 31,26 km2.

## Biến động dân số
| Biến động dân số của Quintela de Leirado - giai đoạn 1900 và 2004 -                                                                  |       |       |       |      |
| 1900 | 1930  | 1950  | 1981  | 2004 |
| 2.351 | 2.242 | 1.987 | 1.463 | 831  |
| Fuentes: INE e IGE (Los criterios de registro censal variaron entre 1900 y 2004, y los datos del INE y del IGE pueden no coincidir.) |       |       |       |      |